# Bois-l'Évêque
Bois-l'Évêque är en kommun i departementet Seine-Maritime i regionen Normandie i norra Frankrike. Kommunen ligger i kantonen Darnétal som tillhör arrondissementet Rouen. År 2022 hade Bois-l'Évêque 616 invånare.

## Befolkningsutveckling
Antalet invånare i kommunen Bois-l'Évêque
| Referens: INSEE |